# Pali się
«Pali się» (с пол. — «Огонь любви») — песня польской группы Tulia. Двуязычная версия с дополнительным текстом на английском языке под названием «Fire of Love (Pali się)» представляла Польшу на конкурсе «Евровидение-2019» в Тель-Авиве.

## Евровидение
8 марта 2019 года было объявлено, что песня «Pali się (Fire of Love)» будет представлять Польшу на «Евровидении». Группа выступила в первом полуфинале 14 мая 2019 года и заняла в нём 11 место, не пройдя в финал.

## Музыкальное видео
Представители группы подтвердили, что главным вдохновением при создании клипа стал фильм «Холодная война», режиссёром которого был Павел Павликовский. На видео представлены камео польских актёров из телесериала «Отец Матфей».
Оригинальный клип для песни отличался наличием поклонного креста, хотя позже этот крест был удален в версии для песни на «Евровидение». После этого появились обвинения в цензуре и дискриминации в отношении христиан. Генеральный директор польской государственной телекомпании TVP Яцек Курский призвал звукозаписывающую компанию Universal Music Polska восстановить оригинальную версию клипа. Обе версии почти идентичны, кроме фрагмента с крестом в версии для «Евровидения».
Руководство Tulia заявило в интервью, что крест был снят из-за ограничений Европейского вещательного союза на продвижение политических институтов; они также добавили, что они сами не несут ответственности за редактирование видео.